# Neidhartshausen
Neidhartshausen là một đô thị trong huyện Wartburg ở bang Thüringen, Đức. Đô thị này có diện tích 7,59 km².